# Sekundärzitat

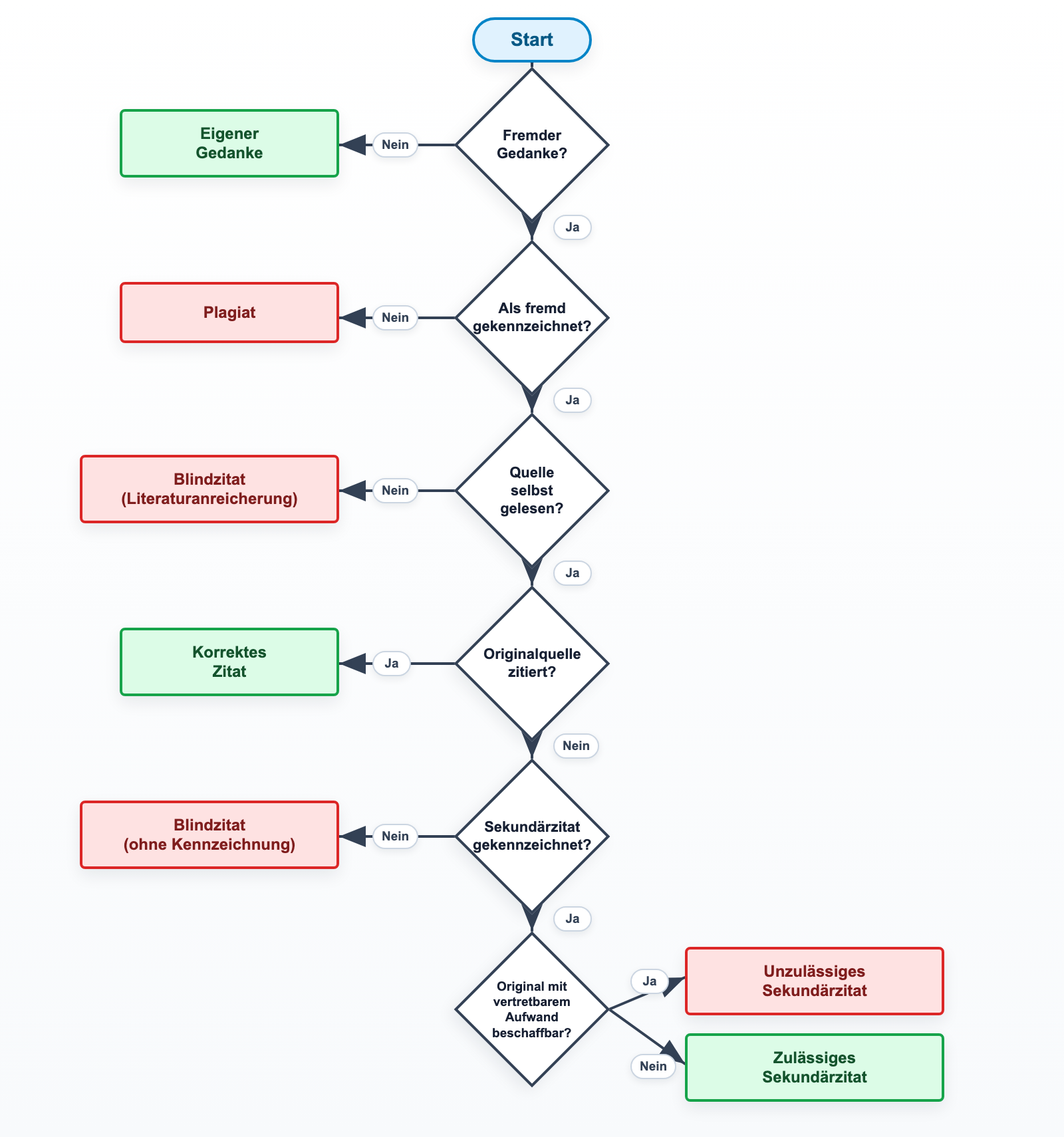
Flussdiagramm zur Abgrenzung von Sekundärzitat, Blindzitat und Plagiat

Als Sekundärzitat oder Literaturbeleg aus zweiter Hand wird ein Zitat bezeichnet, bei dem nicht die Originalquelle, sondern ein Zitat dieser Quelle zitiert wird. Es handelt sich also um ein Blindzitat, das gekennzeichnet wird mit dem Zusatz „A (Originalautor), zitiert nach B (verwendete zweite Quelle)“. Im Literaturverzeichnis müssen beide Werke aufgeführt werden, das Original und das Werk, das das Original zitiert hat.
Sekundärzitate, mit denen man kennzeichnen möchte, dass man die Originalquelle nicht eingesehen hat, sind in wissenschaftlichen Arbeiten nur dann zulässig, wenn die Originalquelle trotz intensiver eigener Nachforschung nicht gefunden werden konnte, beispielsweise, wenn das Original als verschollen gilt oder nur in einem entlegenen Archiv eingesehen werden kann. In der Literatur zum wissenschaftlichen Publizieren wird das Heranziehen einer solchen Quelle als Notlösung bezeichnet, die es möglichst zu vermeiden gilt. Es setzen sich sonst Fehler und Ungenauigkeiten fort, die von vorherigen Autoren gemacht wurden, das sogenannte Stille-Post-Phänomen, und es entstehen falsche Zitate.
Ist die Originalquelle dagegen mit vertretbarem Aufwand zu beschaffen, verstößt es gegen gute wissenschaftliche Praxis, stattdessen das zitierende Werk zu zitieren. Damit zählen solche Sekundärzitate als wissenschaftliches Fehlverhalten.

## Abgrenzung zu Blindzitat und Plagiat
Als Blindzitate werden Belege bezeichnet, die dazu dienen, den Literaturapparat anzureichern, obwohl man sie nicht gelesen hat, oder wenn man ein Original nicht vorliegen hat und stattdessen aus einer Sekundärquelle zitiert, dies aber nicht kenntlich macht (Belegplagiat). Beides ist Täuschung, letzteres auch ein Plagiat, weil man damit ohne Kennzeichnung die Leistung eines anderen übernimmt.